# Neix una cançó
Neix una cançó (títol original en anglès A Song Is Born) és una pel·lícula musical estatunidenca de Howard Hawks estrenada el 1948. Es tracta d'un remake (en comèdia musical) d'un altre film de Howard Hawks, Bola de foc, rodada el 1941, amb Barbara Stanwyck i Gary Cooper.
Aquesta pel·lícula ha estat doblada al català.

## Argument
El Professor Hobart Frisbee (Danny Kaye) i els seus amics, entre ells el professor Magenbruch (Benny Goodman), estan tancats des de fa anys per escriure una enciclopèdia sobre la Música.
Un dia, per casualitat, senten xiular a dos netejadors de vidres negres, una música popular nova que s'anomena jazz, swing, boogie woogie o rebop. Els conviden a parlar-los d'aquesta música que no coneixen.
Comprenen que durant la seva jubilació voluntària, la música ha evolucionat considerablement i alguns d'ells decideixen anar a la trobada d'aquesta nova expressió musical als clubs de jazz de la ciutat...
El Professor acaba involucrant-se en els problemes de la cantant del club nocturn Honey Swanson (Virginia Mayo), que necessita un lloc per amagar-se de la policia, que vol interrogar-la sobre el seu xicot, el gàngster Tony Crow (Steve Cochran). Es convida a casa seva, amb les objeccions de Frisbee. Mentre és allà, l'introdueix en l'últim del jazz. Les cançons que toquen inclouen "A Song Is Born", "Daddy-O", "I'm Getting Sentimental Over You", "Flying Home", i "Redskin Rumba".

## Repartiment
- Danny Kaye: Professor Hobart Frisbee
- Virginia Mayo: Honey Swanson
- Benny Goodman: Professor Magenbruch
- Tommy Dorsey: Ell mateix
- Louis Armstrong: Ell mateix
- Lionel Hampton: Ell mateix
- Charlie Barnet: Ell mateix
- Mel Powell: Ell mateix
- Hugh Herbert: Professor Twingle
- Steve Cochran: Tony Crow
- J. Edward Bromberg: Dr. Elfini
- Felix Bressart: Professor Gerkikoff
- Ludwig Stossel: Professor Traumer
- O. Z. Whitehead: Professor Oddly

I en els seus propis papers:
- Buck and Bubbles
- Page Cavanaugh Trio
- The Golden Gate Quartet
- Samba Kings